# 上供
上供（じょうきょう）は、中国中世における財政制度の1つ。

## 概要
古代・中世の中国の税制において国税と地方税の区別はなく、地方機関が人民より徴収した租税は大半が中央に送られ、残りの一部を地方機関の運営に充てた。それでも不足する場合には、正規の税に付加税を加えたり、労役などの形で人民に負担させた。また、中央への輸送経費やその間の事故による損失補填のための経費も、あらかじめ付加税として租税とともに徴収されていた。
「上供」という言葉は、唐の玄宗時代から登場するようになり、当初は地方機関である州から中央に送る分を上供と称した。ところが安史の乱後、国内の要所に設置された節度使が自立傾向を強めると、自らの財政基盤を確立するために税制にも干渉するようになった。すなわち、租税を3つに分けて、中央に送る「上供」、節度使の維持費とする「留使」、州の維持費とする「留州」に分割するようになったのである。
両税法は留使を認めつつも、上供との区別を明確化して確実な租税確保を目指した仕組みであった。後に商税や塩・茶などの専売収入が三司を通じて中央に納められるようになり、これも上供と称されるようになった。だが、唐末期の節度使が藩鎮と化して独立傾向を見せると、藩鎮が自分の支配下からの上供を拒絶したり、通過する上供を奪って自己のものとしたりしたため、唐の財政は悪化して王朝滅亡の一因となった。
五代を通じて上供は減少したが、宋に入って節度使の軍事力を掌握することに成功すると、節度使による上供の阻害が抑制されて財政収入が安定化した。財政基盤を強化した宋の下で、全国統一と文治政治への転換が図られるようになった。